# 六氟锑酸银
六氟锑酸银是一种配合物，化学式为AgSbF6。可溶于水，具有潮解性。它在有机化学中可以用作催化剂。

## 制备
将焦锑酸钠和硝酸银溶于40%的氢氟酸溶液中，于30～50℃反应数小时后，在真空中浓缩，2～10℃冷却，得到六氟锑酸银结晶，抽滤后真空干燥。
此外，氟化银和五氟化锑的反应、25℃下氟硼酸银和五氟化锑的反应也能得到六氟锑酸银。
AgF + SbF5 → AgSbF6
AgBF4 + 2 SbF5 → AgSb2F11 + BF3
AgBF4 + AgSb2F11 → 2 AgSbF6 + BF3

## 相关物种
α-六氟锑酸银(I,III)是蓝色的物质，由AgSb2F11和F2反应得到：
2 AgSb2F11 + F2 → 2 Ag(SbF6)2
黄色的β-Ag(SbF6)2由Ag(SO3F)2和SbF5反应得到。